# Simón Rodríguez
Simón Narciso de Jesús Rodríguez, noto anche con lo pseudonimo di Samuel Robinson (Caracas, 28 ottobre 1769 – Distretto di Amotape, 28 febbraio 1854), è stato un pedagogista, filosofo e insegnante venezuelano.
È considerato il "Magister Patriae" venezuelano, perché fu il precettore di Simón Bolívar.

## Biografia
Simón Narciso de Jesús Rodríguez, nacque a Caracas da padre ignoto e da Rosa Rodríguez ch'era di ascendenza canaria, e figlia di un proprietario terriero, per questo prese il cognome materno. Fu battezzato e istruito dal sacerdote don Alejandro Carreño, difatti è anche conosciuto come Simón Carreño Rodríguez, il che fa supporre, che il prete fosse suo padre naturale.
Nel maggio 1791 inizia la carriera di insegnante, e in quegli anni pubblica vario materiale pedagogico, sostenendo anche le pari opportunità di istruzione dei bambini meticci, zambos, neri e indios, questo grazie anche all'influenza illuministica degli scritti di Rousseau. Tra i suoi alunni si annovera Simón Bolívar, il quale dirà in seguito «con lui si imparava divertendosi!». Vista la sua partecipazione alla ribellione contro la Corona Spagnola del 1797, fu costretto all'esilio e si trasferì in Giamaica, convertendo il nome in Samuel Robinson (in onore a Robinson Crusoe).

## Samuel Robinson
Come Samuel Robinson visse in Giamaica, Stati Uniti e Europa, assistette all'epopea napoleonica, assieme anche a Simón Bolívar. Durante la Guerra di Indipendenza Venezuelana, egli passò del tempo in Prussia, Paesi Bassi, Italia e Confederazione del Reno. Visse in esilio per più di vent'anni e ritornò in America nel 1823, riprendendo il vecchio nome.

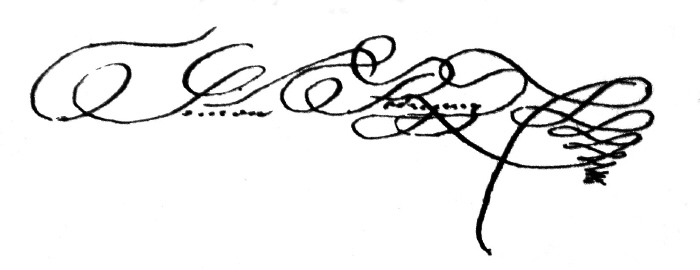
Firma del prof. Simón Rodríguez

## Altre attività
Svolse l'attività di pedagogo, e andò in giro per le nascenti nazioni americane a portare i nuovi metodi di insegnamento pedagogico appresi in Europa, spesso non ben apprezzati. Fu un eccellente filosofo, tra i primi dell'America Latina indipendente.